# ارتباطات داخلی

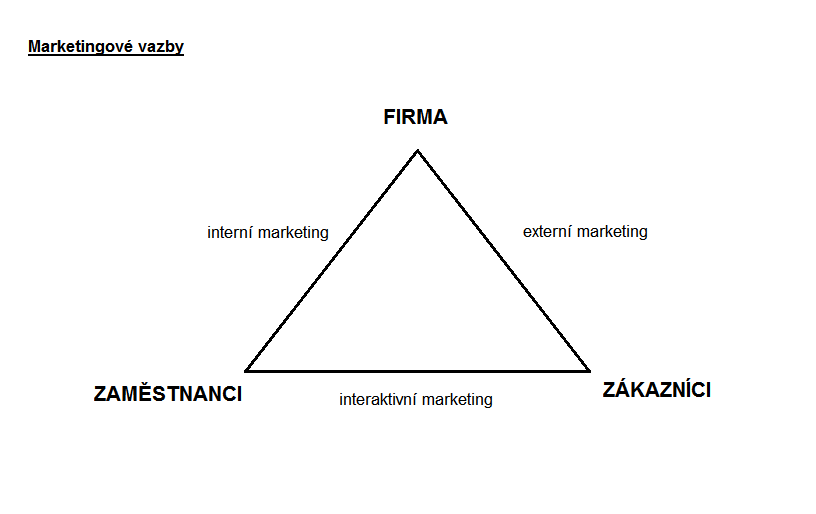
پیوندهای بازاریابی

ارتباطات داخلی (انگلیسی: Internal communications) از وظایف ارتباطاتی همکاران فعال در یک سازمان می‌باشد و عبارتست از جذب، توسعه، انگیزش و تداوم کیفیت کاری کارکنان و اعضای درونی یک سازمان و ارضاء نیازمندی‌های آنها. اغلب هنگامی که در یک مجموعه، کارکنان و مدیران در سطح مطلوبی از رضایت‌مندی قرار داشته باشند، کیفیت ارتباط آن‌ها با مشتریان سازمان نیز بالاتر خواهد بود.